# Beschlagmarke

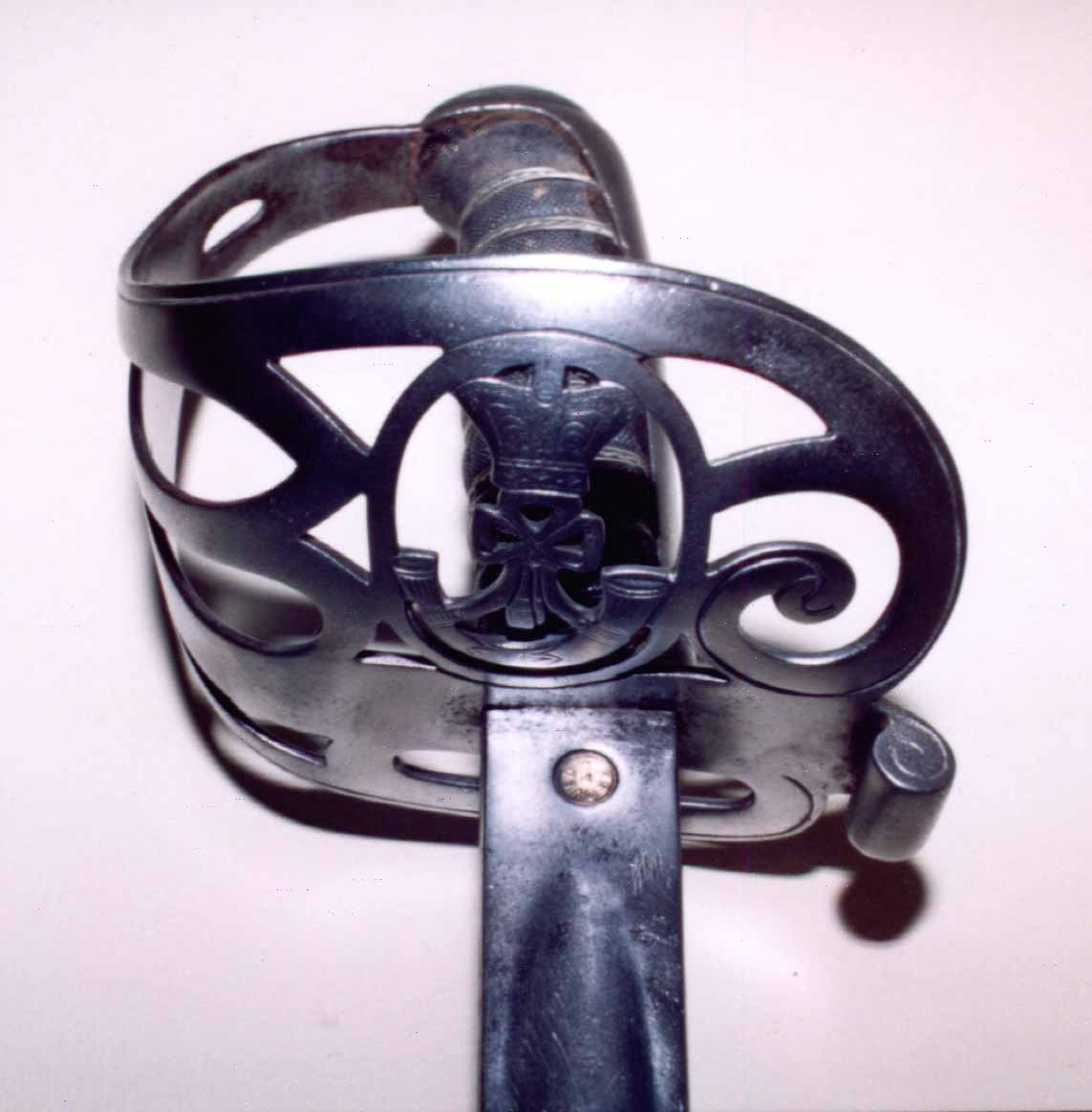
Beschlagmarke auf einem Säbel

Eine Beschlagmarke, auch Marke, ist eine in die Klinge eingeschlagenes Zeichen, das mehreren Zwecken dient. Man findet es hauptsächlich an Klingenwaffen wie: Schwert, Dolch, Lanze, Degen, aber auch an anderen Waffen wie der Rüstung und an metallenen Ausrüstungsgegenständen.

## Versionen
Es werden folgende Marken unterschieden:
- figürliche Marken,
- Wort- oder Buchstabenmarken und
- kombinierte Marken, die aus figürlichen und Wort- oder Buchstabenmarken bestehen.

## Verwendung
Ihrer Verwendung nach unterscheidet man in:
- Urhebermarken
  - private oder persönliche Meistermarken.
  - Fabrikmarken
- Herkunfts- oder Zunftmarken
- Händler- oder Handelsmarken
- Qualitätsmarken oder Gütezeichen (sogenannte Beschaumarken, die man nicht mit Abnahme- oder Kontrollstempeln verwechseln sollte)[1]